# Ecleu
Ecleu (Óicles), na mitologia grega, foi um rei de Argos, na época em que a cidade tinha três reis, um descendente de Preto e dois descendentes dos irmãos Melampo e Bias.
A divisão de Argos ocorreu porque as três filhas de Preto, Lísipe, Ifinoé e Ifianassa, ficaram loucas, e foram curadas por Melampo, o adivinho, que cobrou um terço do reino para si e outro terço para seu irmão Bias.
Melampo se casou com Ifianira, filha de Megapentes, e teve um filho, Antífates e uma filha, Manto.
Ecleu era filho de Antífates, filho do adivinho Melampo.
Ele foi o pai de Anfiarau.